# Taubenturm (Bazoges-en-Pareds)

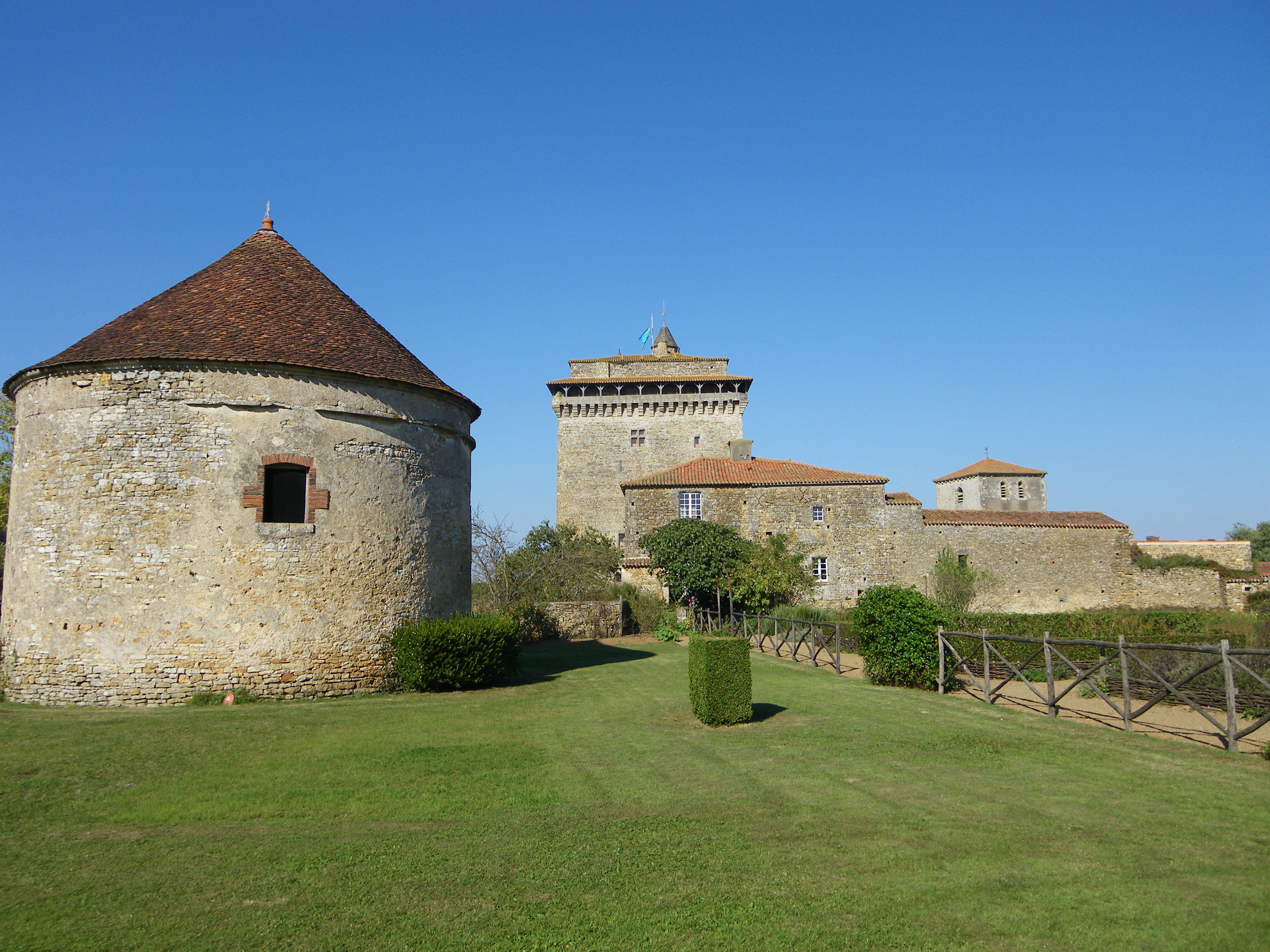
Taubenturm (links) in Bazoges-en-Pareds

Der Taubenturm (französisch colombier oder pigeonnier) in Bazoges-en-Pareds, einer französischen Gemeinde im Département Vendée in der Region Pays de la Loire, wurde im 16. Jahrhundert errichtet. Der Taubenturm steht seit 2003 als Monument historique auf der Liste der Baudenkmäler in Frankreich.
Der runde Turm aus Bruchsteinmauerwerk besitzt im Inneren 1980 Nester. Der Grundherr besaß 300 Hektar Land, weshalb ihm gestattet wurde, einen Taubenturm dieser Größe neben seinem Schloss zu bauen.
Die Taubennester im Inneren haben eine Tiefe von 50 cm, sie wurden regelmäßig mit Kalk desinfiziert.